# Белостокский уезд
Белосто́кский уе́зд (бел. Беластоцкі павет, пол. Powiat białostocki) — административная единица в составе Белостокской области и Гродненской губернии, существовавшая в 1808—1920 годах. Уездный город — Белосток.

## История
Белостокский уезд в составе Белостокской области Российской империи был образован в 1808 году на территории, отошедшей от Пруссии по Тильзитскому миру. В 1843 году, в связи с ликвидацией Белостокской области, уезд был передан в Гродненскую губернию. В 1920 году уезд отошёл к Польше.

## Население
По данным переписи 1897 года в уезде проживало 206,6 тыс. чел. В том числе поляки — 34,0 %; евреи — 28,3 %; белорусы — 26,1 %; русские — 6,7 %; немцы — 3,6 %. В уездном городе Белостоке проживало 66 032 чел.

## Административное деление
В 1890 году в состав уезда входило 12 волостей:
| № п/п | Волость        | Волостное правление     | Число селений | Население |
| ----- | -------------- | ----------------------- | ------------- | --------- |
| 1     | Белосточанская | кол. Бацечки            | 48            | 7188      |
| 2     | Городокская    | м. Городок              | 54            | 6022      |
| 3     | Дойлидская     | ур. Зеленое             | 43            | 3954      |
| 4     | Заблудовская   | д. Ковалевцы            | 92            | 9156      |
| 5     | Завыковская    | д. Богданки             | 40            | 6026      |
| 6     | Крипнянская    | д. Крипно               | 87            | 9865      |
| 7     | Михайловская   | кол. Незбудка-Мидалово  | 3             | 259       |
| 8     | Обрубниковская | д. Красное-Фольварочное | 91            | 6293      |
| 9     | Притулянская   | д. Кречково             | 86            | 4838      |
| 10    | Хорощанская    | д. Барщево              | 50            | 5792      |
| 11    | Юхновецкая     | с. Юхновец              | 70            | 4579      |
| 12    | Ясвильская     | д. Ясвилы               | 70            | 10105     |

В 1913 году в уезде также было 12 волостей.

## Населённые пункты
По переписи 1897 года наиболее крупные населённые пункты уезда:
| - г. Белосток - 66032 чел.; - г. Кнышин — 3864 чел.; - м. Заблудово - 3772 чел.; - г. Гониондзе — 3436 чел.; - м. Городок - 3209 чел.; - кол. Незбудка-Мидалово — 3147 чел.; - м. Хорощ — 2464 чел.; | - м. Супрасль — 2459 чел.; - м. Тростяны — 2313 чел.; - псд. Старосельцы — 1879 чел.; - г. Сураж — 1599 чел.; - с. Новая Воля — 1065 чел.; - д. Великие Фольварки — 1032 чел.; - д. Длуголенка — 1020 чел.; |